# Charleroi Volley
Lo Charleroi Volley è una società pallavolistica femminile belga con sede a Charleroi: milita nel campionato di Liga A.

## Storia
Fondato nel 1982, il Dauphines Charleroi esordisce nella massima serie del campionato belga nella stagione 1989-90: il primo successo nella storia del club arriva con la vittoria della Coppa del Belgio nell'edizione 1994-95. I risultati ottenuti nelle competizioni nazionale portano la squadra a disputare anche le competizioni europee.
La vittoria del primo scudetto arriva al termine della stagione 2005-06, mentre la conquista del secondo è nella stagione 2008-09; nella stagione 2011-12 si aggiudica per la seconda volta la coppa nazionale.
Nel 2016 il Dauphines Charleroi si fonde con il Carolo Smashing Club dando vita allo Charleroi Volley.

## Rosa 2017-2018
| N° | Nome               | Ruolo | Data di nascita | Nazionalità sportiva |
| -- | ------------------ | ----- | --------------- | -------------------- |
| 1  | Michaela Jurčíková | C     | 9 febbraio 1991 | Rep. Ceca            |
| 3  | Eveliina Koljonen  | P     | 23 ottobre 1989 | Finlandia            |
| 4  | Marine Hannaert    | L     | 29 luglio 1996  | Belgio               |
| 5  | Cathy Desmedt      | L     | 7 gennaio 1985  | Belgio               |
| 7  | Bojana Andreeva    | S/O   | 3 giugno 1991   | Bulgaria             |
| 8  | Nikolina Jelić     | S     | 9 novembre 1991 | Croazia              |
| 10 | Annelien Alons     | C     | 25 ottobre 1988 | Paesi Bassi          |
| 11 | Charline Humblet   | C     | 23 gennaio 2000 | Belgio               |
| 12 | Juliette Thévenin  | S     | 16 maggio 1992  | Belgio               |
| 15 | Flore Evrard       | P     | 8 luglio 1997   | Belgio               |
| 16 | Marcia Scacchi     | S     | 29 gennaio 1982 | Argentina            |
| 18 | Julie Hanon        | S/O   | 20 agosto 1996  | Belgio               |

## Palmarès
- Campionato belga: 2

2005-06, 2008-09
- Coppa del Belgio: 2

1994-95, 2011-12